# Основи есперанта
Есперанто > Основа есперанта 
Основи есперанта (на есперанту: Fundamento de Esperanto) је књига Лудвига Лазара Заменхофа објављена у пролеће 1905, и озваничена Четвртим параграфом „Декларације о суштини Есперантизма“ на Првом есперантском конгресу 9. августа 1905. у Булоњу на Мору.

## Настанак
Основе се састоје из четири дела: Предговора (Antaŭparolo), Граматике (Gramatiko), Вежбанке (Ekzercaro) и Речника (Universala Vortaro). Изузев Предговора, сви потичу из ранијих Заменхофових издања.
Истог ранга са Основима су Службени додаци (до сада постоји осам службених додатака). У предговору је Заменхоф написао: „Касније, када највећи део нових речи буду сазреле у употреби нека будућа институција од ауторитета ће их увести у речник као Додатак уз Основе“.
Неки делови Основа су писани на националним језицима (француском, енглеском, немачком, руском и пољском), као и Граматика и Речник. У књизи Fundamenta Krestomatio може се наћи верзија на есперанту ове Граматике, али се сматра да ова Хрестоматија није део Основа.
Улога Основа, описана у Предговору, је да овај документ послужи као „непроменљиви водећи документ“ који нико нема права да мења. Главна намера је да: „због јединства наше ствари сваки прави есперантиста треба изнад свега да познаје основу нашег језика“.

### Шта чини основу есперанта?
„Основи“ (сачинио их је Заменхоф) из 1905. састоје се из четири одељка:
1. Предговора, у којима аутор есперанта указује на неопходност да се сачува од сваке промене текст књиге као базични текст, као апсолутни услов за јединство језика, и објашњава услове за јединство језика у којима се есперанто може без раскида са тим јединством, обогаћивати мало по мало, додавањем нових речи и нових облика који се покажу неопходним.
2. Граматике, представљене у 16 концизних правила.
3. Вежбанке, брижљиво пробране, којом се комплетира граматика, и показује њена примена.
4. Речника, који садржи првих 1800 речничких коренова, са преводом на пет језика.

## Озваничење
Према декларацији прихваћеној на Првом конгресу 1905. у Булоњу на Мору Основи су проглашени непроменљивом основом есперанта у којој нико нема права да чини било какве измене.

## Суштина идеје
Дајемо концизни текст Заменхофовог Предговора који гласи:

## Саставни деловиОснове
По прећутном договору свих есперантиста, већ од почетних времена следећа три дела се сматрају фунаментом есперанта:
1. 16 правила граматике,
2. Општи речник,
3. Вежбанка.

## Значај за даљи развој
Основи есперанта се више не морају сматрати као најбољи уџбеник и речник есперанта. Штавише, ко жели да се усавршава у овом језику, могу му се препоручити многе књиге, уџбеници и речници много бољи и шири, које су се кроз разрастање есперантског покрета континурано појављивале или се још увек појављују. Међутим Основи есперанта се морају наћи при руци сваком ко жели да има једном заувек нормирани водећи документ који се уважава од свих у намери да се језик коректно савлада, и да се избегну могуће двосмислености. 